# 1291
Cette page concerne l'année 1291  du calendrier julien.
L'année 1291 est une année commune qui commence un lundi.

## Événements
- 16 mars : Sangha, ministre des finances de Kubilai Khan, est arrêté pour malversations. En août, il est condamné à mort[1].
- Mai : départ de Gênes de l'expédition des frères Vandino et Ugolino Vivaldi[2], Génois qui cherchent à atteindre l’Inde par la route de l’Océan Atlantique, en descendant la côte du Maroc. Partis au printemps 1291, ils disparaissent.
- 29 novembre : le traité de Monteagudo divise l’Afrique du Nord en deux zones commerciales entre la Castille (Maroc) et l’Aragon (Tunisie)[3].
- Marco Polo quitte la Chine par mer, chargé par Kubilai Khan d'ambassade auprès de « tous les rois de la chrétienté[4] » et accompagne en Perse une princesse mongole qui doit épouser un Ilkhan d'Iran. Quatorze vaisseaux quittent la Chine, atteignent Java, Sumatra où ils demeurent cinq mois, puis le sud de l’Inde, remontent la côte ouest de l’Inde vers le Gujerat et débarquent en face de l'île d'Ormuz en Iran ; de là Marco Polo gagne Tabriz puis, par Trébizonde et Constantinople, atteint Venise en 1295[4].

### Proche-Orient
- En Iran, le gouverneur Sa`d ad-Dawla, haï par les seigneurs mongols, est enlevé et mis à mort par des inconnus, alors qu’Arghoun est gravement malade[5].
- 10 mars[6] : à la mort d’Arghoun, les grands seigneurs de l’Empire portent sur le trône son frère Ghaykhatou, gouverneur de l’Asie Mineure seldjoukide (fin en 1295). Celui-ci nomme lui aussi un civil, Ahmed el-Khâlidi, à la tête des affaires de l’État. Musulman orthodoxe, il attribue des postes d’importance à ses coreligionnaires[7].
- 5 avril : début du siège de Saint-Jean-d'Acre[8].
- 18 mai : les Mamelouks prennent Acre, après un siège de 40 jours, malgré la résistance courageuse des ordres militaires, des contingents capétiens et anglais, et des renforts envoyés de Chypre. La citadelle, tenue par les Templiers, tombe le 28 mai[8]. Les dernières places chrétiennes (Tyr, Sidon, Beyrouth, Tortose et Château Pèlerin) capitulent ou sont évacuées pendant l’été. Elles sont rasées. Les chrétiens d’Occident ne conservent que la base de Chypre qui ne sera prise par les Turcs qu’en 1571 et l’appui de l’Arménie cilicienne (conquise par les Égyptiens en 1375).
  - fin du royaume chrétien de Jérusalem[9].
  - les Hospitaliers s’installent à Chypre[10].
  - Lajazzo, en Cilicie arménienne, dans le golfe d'Alexandrette, devient le seul port ouvert officiellement aux chrétiens pour le commerce avec l’Orient.
- Projet de croisade en terre Sainte de Charles II de Naples. Comme le franciscain Fidence de Padoue, il propose le blocus de l’Égypte par une flotte, la fusion des ordres militaires et l’alliance avec les Mongols[11].

### Europe
- 19 février : signature de la paix de Brignoles à la suite de la conférence de Tarascon et à l'issue d'une rencontre préalable à Aix-en-Provence entre Alphonse III d'Aragon et Charles II d'Anjou[12]. Charles renonce à ses prétentions sur le royaume d'Aragon tandis qu'Alphonse s'engage à ne pas secourir son frère Jacques Ier en Sicile.

- 17 mars : ordination de Duns Scot. Il étudie à l'université d'Oxford[13].

- 1er mai : les banquiers et marchands lombards sont arrêtés et rançonnés pour usure par le roi de France[14].
- 10 mai : assemblée des États écossais tenue à Norham[15]. Les nobles écossais reconnaissent l'autorité de Édouard Ier d'Angleterre dans la médiation pour résoudre la crise de succession d'Écosse (2 juin[16]).
- 9 juin[17] : Othon IV de Chalon, comte palatin de Bourgogne, épouse la comtesse Mahaut d'Artois.
- 18 juin : début du règne de Jacques II d'Aragon (jusqu'en 1327)[18].

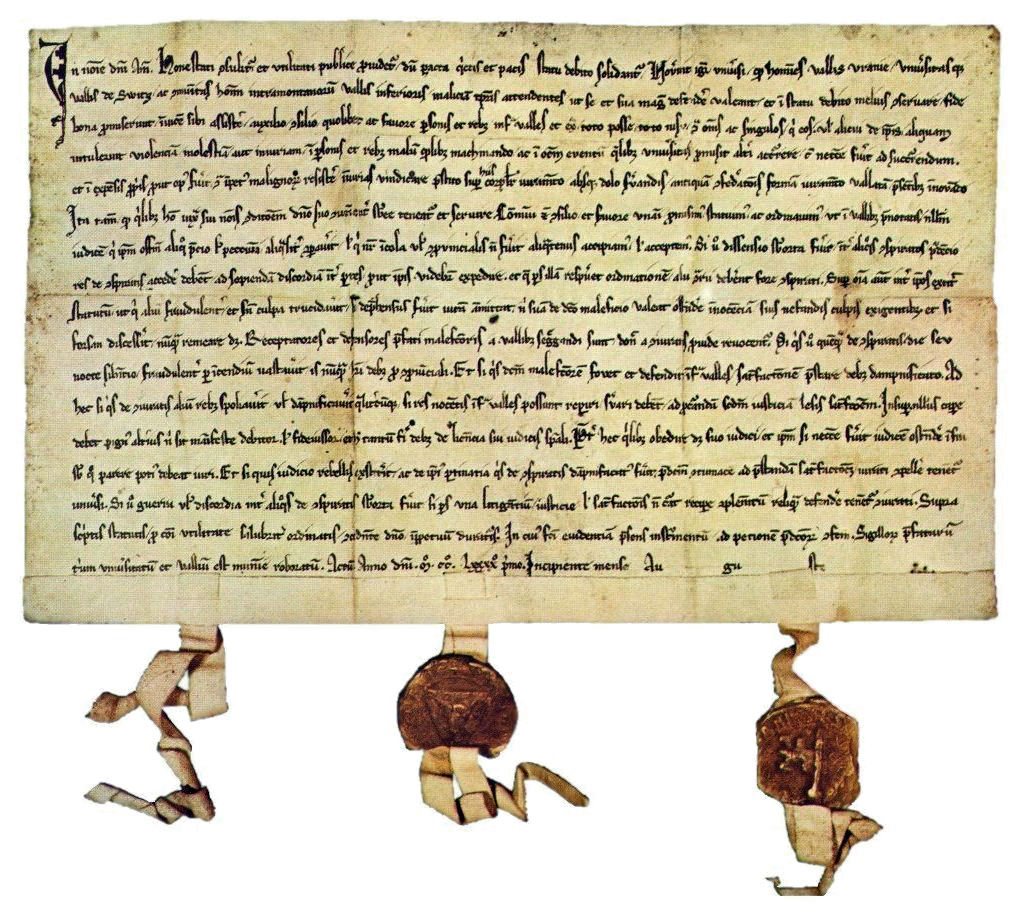
Le Pacte fédéral suisse

- Début août (la date précise est inconnue)[19] : signature du Pacte fédéral suisse, qui a été choisi au XIXe siècle pour marquer la fondation de la Confédération suisse. Le 1er août est devenu la Fête nationale suisse.
- 1er octobre : Par lettres, le roi de France Philippe IV le Bel accorde à la ville de Cahors la permission de lever et recevoir barre ou passage pour la construction du Pont Neuf[20].
- 28 octobre[21] : Oberto Doria et Oberto Spinola abandonnent le pouvoir à Gênes, à la suite des murmures orchestrés par le parti des Fieschi. Le gouvernement est confié à un capitaine du peuple élu chaque année.
- 16 octobre : alliance défensive entre Uri, Schwytz et Unterwald[22].

- Bulle papale confirmant l'indépendance de Saint-Marin. Échec du chanoine Théodoric qui voulait contraindre la république à l'impôt pour Hildebrand, recteur de Romagne (1291-1294) et évêque d'Arezzo[23].

- Guillaume de Nogaret enseigne le droit à l'université de Montpellier[24].
- Roumanie. La première mention documentaire de la ville Făgăraș